# Малая узколапая сумчатая мышь
Малая узколапая сумчатая мышь (лат. Sminthopsis murina) — вид из рода узконогих сумчатых мышей семейства хищные сумчатые. Эндемик Австралии.

## Распространение
Обитает в восточной части Австралии, встречаясь от юго-восточной оконечности материка до северо-восточной части штата Квинсленд. Естественная среда обитания — редколесья, окраина влажных тропических лесов. В северной и южной части штата Виктория селится в вересковых пустошах и районах, покрытых низкорослым эвкалиптом, в южной — в сухих редкостойных лесах с низким подлеском.

## Внешний вид
Длина тела с головой колеблется от 64 до 105 мм, хвоста — от 68 до 100 мм. Вес взрослой особи — от 16 до 28 г. Волосяной покров короткий, густой и мягкий. Спина серого цвета, у головы более тёмного оттенка. Брюхо окрашено в серовато-белый цвет. Морда вытянутая, заострённая. Уши большие, треугольные. Задние лапы шириной менее 3 мм, с очень маленьким первым пальцем. Хвост узкий, слабо покрыт волосами. В отличие от некоторых других представителей рода у малой узколапой сумчатой мыши в хвосте отсутствуют жировые отложения.

## Образ жизни
Ведут наземный, одиночный образ жизни. Активность приходится на ночь. День проводят в небольших чашеобразных гнёздах шириной 70—100 мм, сделанных из листьев и травы и устраиваемых в дуплах упавших деревьев, травяных кочках и ущельях. Питаются преимущественно насекомыми, а также мелкими беспозвоночными.

## Размножение
Сумка развита хорошо. Количество сосков — 8—10. Период размножения приходится на август-январь. В течение года самка может приносить по два выводка, к в котором по 8—10 детёнышей. Беременность короткая, длится около 14 дней. Отлучаются от груди примерно через 65 дней. Достигают размеров взрослой особи примерно через 150 дней.